# Active Desktop
Active Desktop là một tùy chọn của Windows Desktop Update và là tính năng đi kèm với trình duyệt Microsoft Internet Explorer 4.0, cho phép người dùng thêm nội dung HTML vào máy tính để bàn. Chức năng này được dự định sẽ được bao gồm khi cài đặt Internet Explorer trên hệ điều hành Windows 95 và Windows NT 4.0. Nó cũng được đi kèm và là 1 thành phần mặc định trong hệ điều hành Windows 98 và các phiên bản hệ điều hành sau đó cho đến phiên bản Windows XP 32-bit, nhưng không có trong phiên bản Windows XP Professional x64 Edition và tất cả các phiên bản Windows tiếp theo. Trạng thái hoạt động của nó trên phiên bản XP 64 bit (không giống với phiên bản Professional x64) và trên cả phiên bản 32-bit và 64-bit của Windows Server 2003 không được biết đến rộng rãi. Điều này tương ứng với phiên bản Active Desktop chỉ có từ Internet Explorer 4.0 đến 6.x, nhưng không phải Internet Explorer 7.

## Xem một số thứ khác
- Active Channel
- Channel Definition Format